# Нікітинський
Нікі́тинський (рос. Никитинский) — селище у складі Ленінськ-Кузнецького міського округу Кемеровської області, Росія.

## Населення
Населення — 2257 осіб (2010; 2481 у 2002).